# Holsteinturm

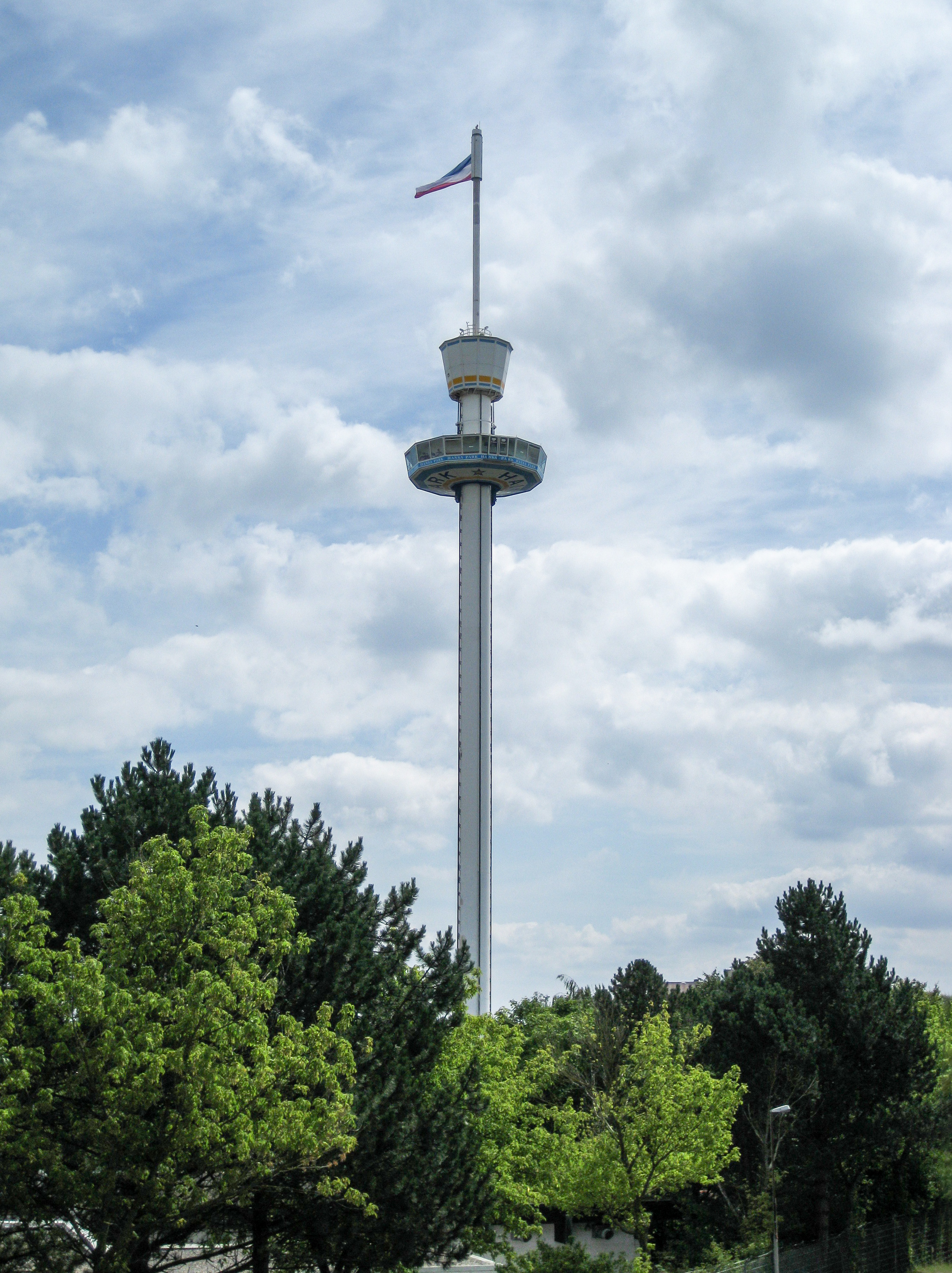
Holsteinturm im Hansa-Park

Der Holsteinturm war ein ca. 100 Meter hoher Gyro-Tower im Hansa-Park in Sierksdorf. Er wurde 1987 von Huss Rides errichtet und war eine weithin sichtbare Landmarke an der Lübecker Bucht und Neustädter Bucht. Im März 2024 gab der Hansa-Park bekannt, dass der Holsteinturm aufgrund irreparabler technischer Probleme zum Ende der Saison 2024 abgebaut werden soll. Der Abbau erfolgte in den ersten Januarwochen 2025. Hierfür wurde zuerst die Gondel abgesenkt, dann der Fahnenmast demontiert und anschließend der Turm in Einzelteilen, beginnend mit dem Maschinenhaus, von oben nach unten abgebaut.

## Technisches
Die verglaste Gondel drehte sich des Uhrzeigersinns entsprechend mit einer Geschwindigkeit von ca. 1,2 Meter pro Sekunde auf eine Höhe von ca. 70 Metern, sodass man eine Aussicht über die ganze Neustädter Bucht und bei gutem Wetter sogar bis nach Lübeck hatte. Der Turmdurchmesser betrug 2,5 Meter.
Die Gondel bot Platz für bis zu 72 Gäste. Das Fahrgeschäft erreichte eine stündliche Kapazität von ca. 900 Personen.

## Besonderes
Der gesamte Turm ähnelte einem traditionellen Schiffsmast. Auf dem Maschinenhaus an der Spitze des Turmes befand sich ein großer Flaggenmast mit der Flagge Schleswig-Holsteins in einer Größe von ca. 30 m², die allerdings während der geschlossenen Wintersaison und bei schlechtem Wetter in die sichtbare Schutzhülle eingefahren wurde. Die Personengondel blieb in der geschlossenen Wintersaison aus technischen Gründen am höchsten Punkt positioniert, in der geöffneten Saison über Nacht in der Mitte des Turmes.
Der Holsteinturm war von seiner Eröffnung bis zur Saison 2019 die höchste Attraktion des Hansa-Parks, wurde jedoch dann von dem neuen Gyro-Drop-Tower „Highlander“, mit einer Gesamthöhe von 120 Metern abgelöst.
1994 wählte der Hansa-Park das Stück „Dream Tower“ des Saxophonisten Richard Wester als Soundtrack für den Holsteinturm aus. Es lief dort bis 2013.

## Belege
1. ↑  Sie begeisterte tausende Besucher jährlich: Beliebte Ostsee-Attraktion muss abgerissen werden. Auf: kreiszeitung.de vom 13. März 2024.
2. ↑  Holstein Turm - Aussichtsturm im HANSA-PARK - HAPA-Historie. In: www.hapa-historie.de. Archiviert vom Original (nicht mehr online verfügbar) am 21. November 2016; abgerufen am 21. November 2016.  Info: Der Archivlink wurde automatisch eingesetzt und noch nicht geprüft. Bitte prüfe Original- und Archivlink gemäß Anleitung und entferne dann diesen Hinweis.

Koordinaten: 54° 4′ 26,6″ N, 10° 46′ 44,5″ O